# 張呼片
张呼片是晋语的八个片之一，以内蒙古自治区呼和浩特以及河北省张家口方言为代表，主要分布在内蒙古中部以及河北省西北部地区。张呼片的共同特点是只有四个单字声调，即平声，上声，去声，入声都不分阴阳。张呼片的调值与邻近的大包片东部地区以及并州片比较接近。张呼片东部处于晋语与北京官话的过渡地带，表现出显著的过渡特征。

## 地区

### 石家庄
石家庄西北
- 平山话
- 鹿泉话
- 井陉话（矿区除外）

石家庄西南
- 赞皇话
- 元氏铁西话
- 京廣鐵路
- 高邑铁西话

...